# Alaíde Foppa
Alaíde Foppa (Barcelona, 3 de dezembro de 1914 - Cidade da Guatemala, 19 de dezembro de 1980) foi uma poetisa, escritora, tradutora, crítica de arte e feminista guatemalteca.
Vivia exilada no México quando voltou à Guatemala em dezembro de 1980 e, no dia 19, desapareceu levada pela G-2, polícia política daquele país, então sob ditadura militar; em 1976 foi uma das fundadoras da primeira revista feminista da América Latina, a Fem.

## Biografia
Alaíde era filha de mãe guatemalteca ( a rica pianista Julia, filha de fazendeiros) e pai argentino (o jornalista Tito Livio Foppa); passou sua infância na Argentina e parte da juventude na Itália, onde cursou história da arte e literatura; na década de 1940 foi para a Guatemala, onde naturalizou-se, rompendo assim o relacionamento já quase inexistente com o pai.
Na Guatemala conhece o então presidente do país, Juan José Arévalo, com quem tem seu primeiro filho, Julio; no país ela se dedicou ao magistério de literatura e italiano na Faculdade de Humanidades da Universidade de San Carlos.
Em 1954 parte para o exílio no México, onde se casa com Alfonso Solórzano, que também tivera que fugir do país pois era chefe de gabinete do presidente Jacobo Arbenz Guzmán, derrubado em junho daquele ano; com ele teve mais quatro filhos: Mario, Laura, Silvia e Juan Pablo.
Com o incremento das lutas civis na Guatemala na década de 1970 três de seus filhos (Mario, Silvia e Juan Pablo) tomam parte nas lutas armadas contra o regime de exceção.
Leciona na Universidad Nacional Autónoma de México, onde cria o primeiro curso de Sociologia da Mulher; participa de diversos movimentos feministas.
Com visitas esporádicas à Guatemala, em dezembro de 1980 ela retorna para ver a mãe que estava doente; desapareceu em meio às lutas que se desenvolviam na capital, junto ao motorista Actúm Shiroy; foi então criado no México (com representações em vários outras nações) o "Comitê Internacional Pela Vida de Alaíde Foppa", que obteve informações do envolvimento direto da organização G-2 no seu desaparecimento, embora oficialmente o governo negasse; seu marido havia falecido no ano anterior, em acidente automobilístico.
Em 2014, celebrando o centenário de seu nascimento, um festival teve lugar na capital guatemalteca.